# Familienfest

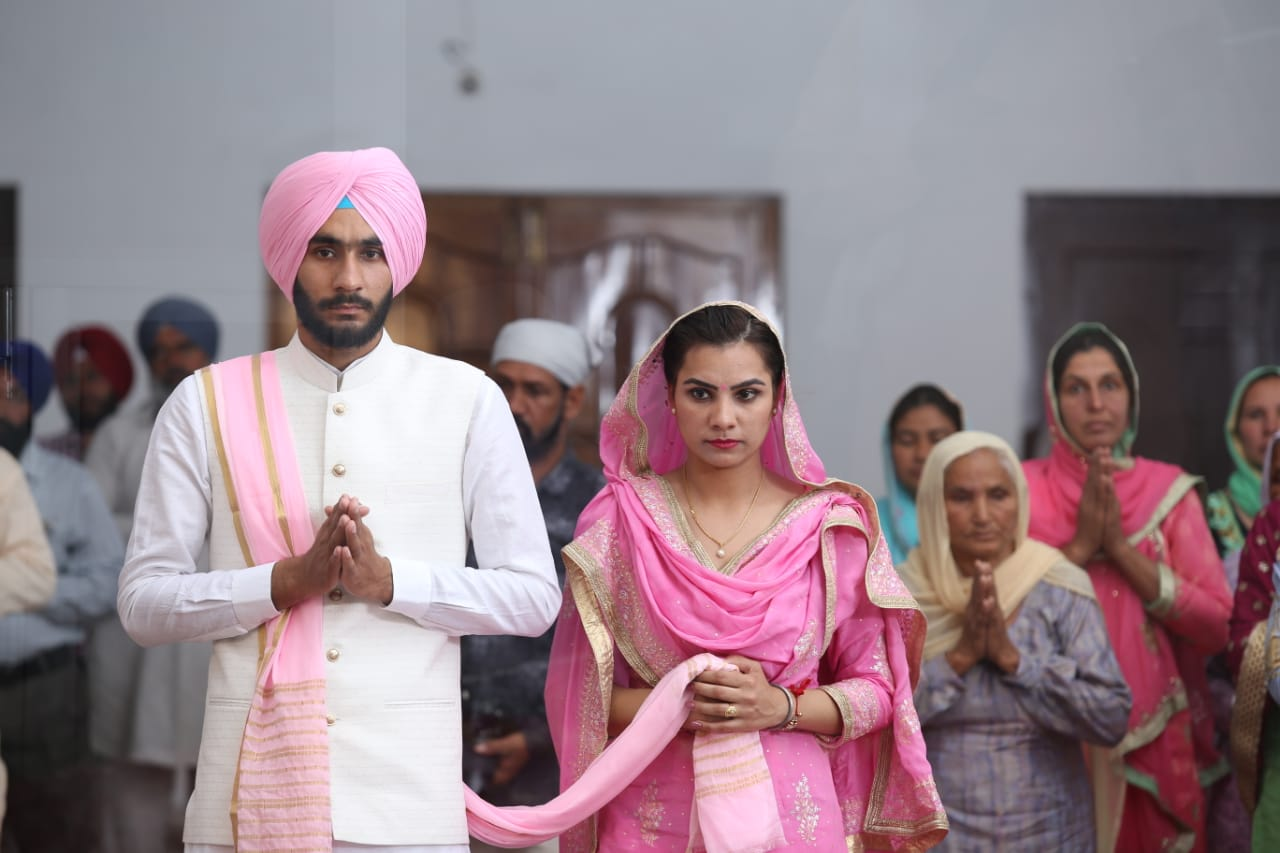
Indisches Paar bei der Hochzeit

Ein Familienfest ist ein Fest, mit dem die Familie als Institution bestätigt, gestärkt und gefeiert wird. In allen Kulturen werden die Drehpunkte im Zyklus des Entstehens, Wachsens und Vergehens von Familie zelebriert oder rituell begleitet: Familiengründung, Geburt, Elternschaft und Tod. Meist – aber nicht immer – handelt es sich um Übergangsriten.

## Familiengründung
Der christliche Trauritus, der seine liturgische Form im Hochmittelalter fand und die gewohnheitsrechtliche Eheschließung („Winkelehe“) in Europa nach und nach ganz abgelöst hat, ist einerseits von der jüdischen Hochzeitstradition inspiriert, folgt mit seinem ausgeprägt vertragsrechtlichen Charakter andererseits aber auch der römischen Tradition. Das Christentum tat sich, weil es anfangs in der Naherwartung des Reiches Gottes lebte, schwer mit der Ehe und sah diese Institution jahrhundertelang nur als zweitrangige Alternative zum (vorzuziehenden) Zölibat an. Erst im Mittelalter erfuhr die Ehe mit der Sakramentalisierung eine Aufwertung und wurde als unauflöslich erachtet. In der römisch-katholischen Kirche fanden Trauungen bis ins Hochmittelalter als Brauttortrauungen außerhalb des Kirchengebäudes statt; erst seitdem werden die Paare vor dem Altar getraut. Martin Luther bezweifelte im 16. Jahrhundert den sakramentalen Rang der Ehe; der Protestantismus ist ihm darin gefolgt. 1874 wurde in Preußen und der Schweiz, 1875 im gesamten Deutschen Reich und 1938 schließlich auch in Österreich die verpflichtende Zivilehe eingeführt. Im deutschsprachigen Raum ist die kirchliche Trauung in ihrer Bedeutung damit von der Grundform der Eheschließung zu einer Zusatzoption geschrumpft.
Im Islam ist die Ehe und damit das Heiraten für jeden Gläubigen eine zentrale Pflicht, weil nur Familie garantiert, dass der Glaube von Generation zu Generation weitergegeben wird. Dennoch wird die Heirat im Islam nicht als geistlicher Bund, sondern als primär zivilrechtlicher Vertrag erachtet.

## Geburt

### Geburtszeremonien und -feiern

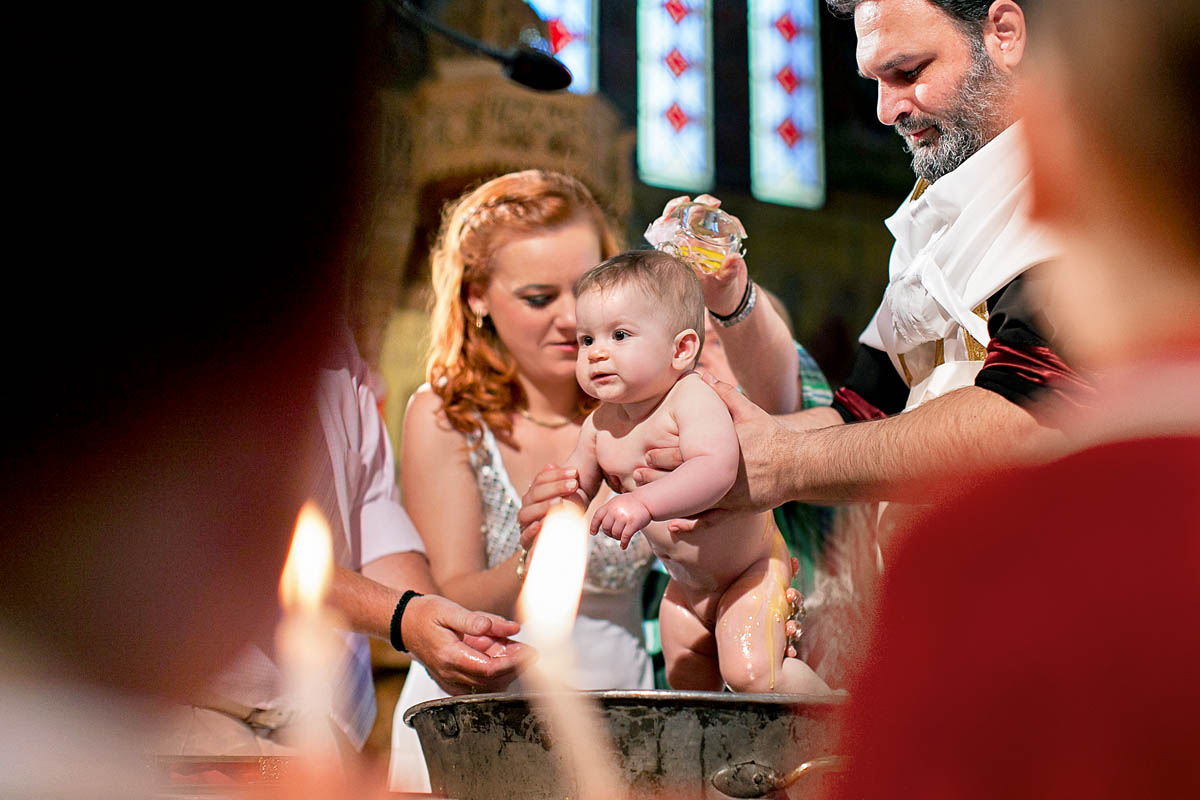
Kindstaufe in einer griechisch-orthodoxen Gemeinde

Die Taufe ist ein seit der neutestamentlichen Zeit bestehender christlicher Ritus, der bereits in der Zeit der Kirchenväter ein Sakrament war und seit dem 5./6. Jahrhundert in den meisten christlichen Gemeinschaften als Kindertaufe durchgeführt wird. Im Mittelpunkt der Taufe steht der Taufgottesdienst, an die sich eine meist von den Eltern ausgerichtete weltliche Feier anschließt, oft mit Kaffeetafel. In der Deutschen Demokratischen Republik entstand als säkulare Alternative um 1960 die Namensweihe, die in der Bevölkerung allerdings wenig Resonanz fand. Eine weitere rein säkulare Institution, die im deutschen Sprachraum in den 2010er Jahren Verbreitung gefunden hat, ist das sogenannte Babypinkeln.
Im Judentum werden männliche Neugeborene am achten Lebenstag mit der Brit Mila in die Gemeinschaft aufgenommen; in einigen reformjüdischen Gemeinschaften tritt an deren Stelle die Brit Schalom oder die Brit Atifah (für beide Geschlechter), bei der eine Beschneidung unterbleibt. Muslimische Eltern feiern die Geburt eines Kindes mit einer Willkommenszeremonie namens ʿAqīqa. In arabischen Ländern folgt auf die Geburt bald auch die Chitan; da der Islam von einem Muslim nur den Glauben fordert, tragen jedoch weder ʿAqīqa noch Chitan den Charakter einer rituellen Aufnahme in die Glaubensgemeinschaft.
Der Hinduismus kennt verschiedene Riten, die vor und nach der Geburt eines Kindes durchgeführt werden, darunter das Willkommensritual Jatakarma und die Namenszeremonie Namakarana. Im Buddhismus wird die Begrüßung eines Neugeborenen sehr uneinheitlich gehandhabt. In China, das traditionell vom Buddhismus, Taoismus und Konfuzianismus, vom geprägt ist, existieren verschiedene Riten und Zeremonien, die teils vor, teils nach der Geburt durchgeführt werden, wie etwa die die 1-Monats-Zeremonie (满月酒, mǎnyuè jiǔ) am 30. Lebenstag des Neugeborenen.
Viele traditionelle Baby-Riten, darunter die Taufe und die Brit Mila, zählen durchaus nicht darauf, das Neugeborene in der Familie willkommen zu heißen; vielmehr bestätigen sie das Kind als neues Mitglied der Glaubensgemeinschaft. Daneben gibt es jedoch auch reine Familienfeiern; historisch sind diese meist recht jung. Ein Beispiel bilden Feste, die anlässlich der Adoption eines Kindes gefeiert werden.

### Christliche Geburtstagstradition

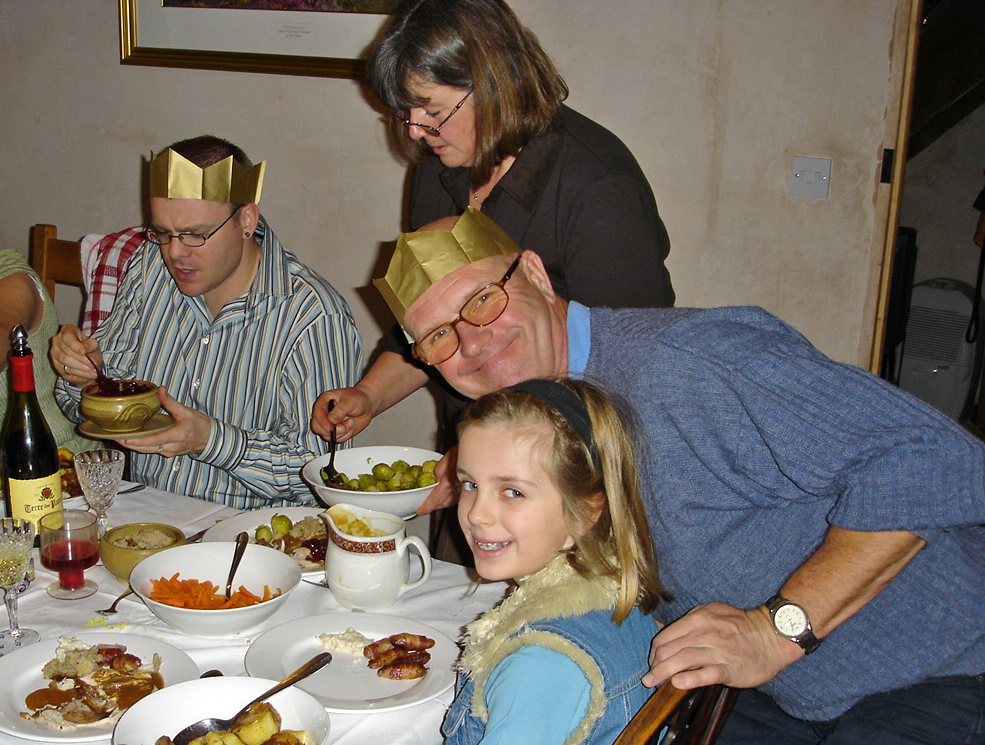
Weihnachtsessen in einer britischen Familie

Traditionen, den wiederkehrenden Jahrestag der Geburt (Geburtstag) individueller Menschen zu feiern, bestehen insbesondere in solchen Kulturen, in denen auch der Geburtstag des jeweiligen Religionsstifters gefeiert wird.
Im Christentum wurde die Geburt des Religionsstifters Jesus Christus als Weihnachtsfest bereits früh gefeiert, nämlich schon in der Zeit Clemens von Alexandrias († um 215). Bis das Weihnachtsfest seine heutige, für Familien besonders ansprechende Form fand, vergingen viele Jahrhunderte. Die erste Weihnachtskrippe wurde in einer Prager Kirche 1562 aufgestellt, und das Aufstellen von Weihnachtsbäumen und Singen von Weihnachtsliedern im häuslichen Kreise verbreitete sich sogar erst vom 18. Jahrhundert an. Die Tradition, sich an Weihnachten zu beschenken, hat ihren Ursprung in Kinder- und Familienbescherungen am Nikolaustag. Vor allem auf den Einfluss von Martin Luther, der die Heiligenverehrung zurückzudrängen suchte, ging die Verlagerung der Geschenktradition vom Nikolaus- aufs Weihnachtsfest zurück. Im Allgäu etwa fand diese erst in der ersten Hälfte des 20. Jahrhunderts statt. Die vierwöchige vorweihnachtliche Adventszeit war ursprünglich eine Fastenzeit
und sollte der Buße dienen. Erst 1839 wurde im evangelischen Rauen Haus erstmals ein Adventskranz verwendet, dessen Kerzen auf das Licht hinweisen sollten, dass Christus in die Welt gebracht hat (Joh 1,1–14 , Joh 8,12 ). Nach dem Ersten Weltkrieg wurde der Lichterbrauch – nachdem viele katholische Soldaten ihn in protestantisch geführten Lazaretten kennengelernt hatten – auch von der katholischen Kirche übernommen.

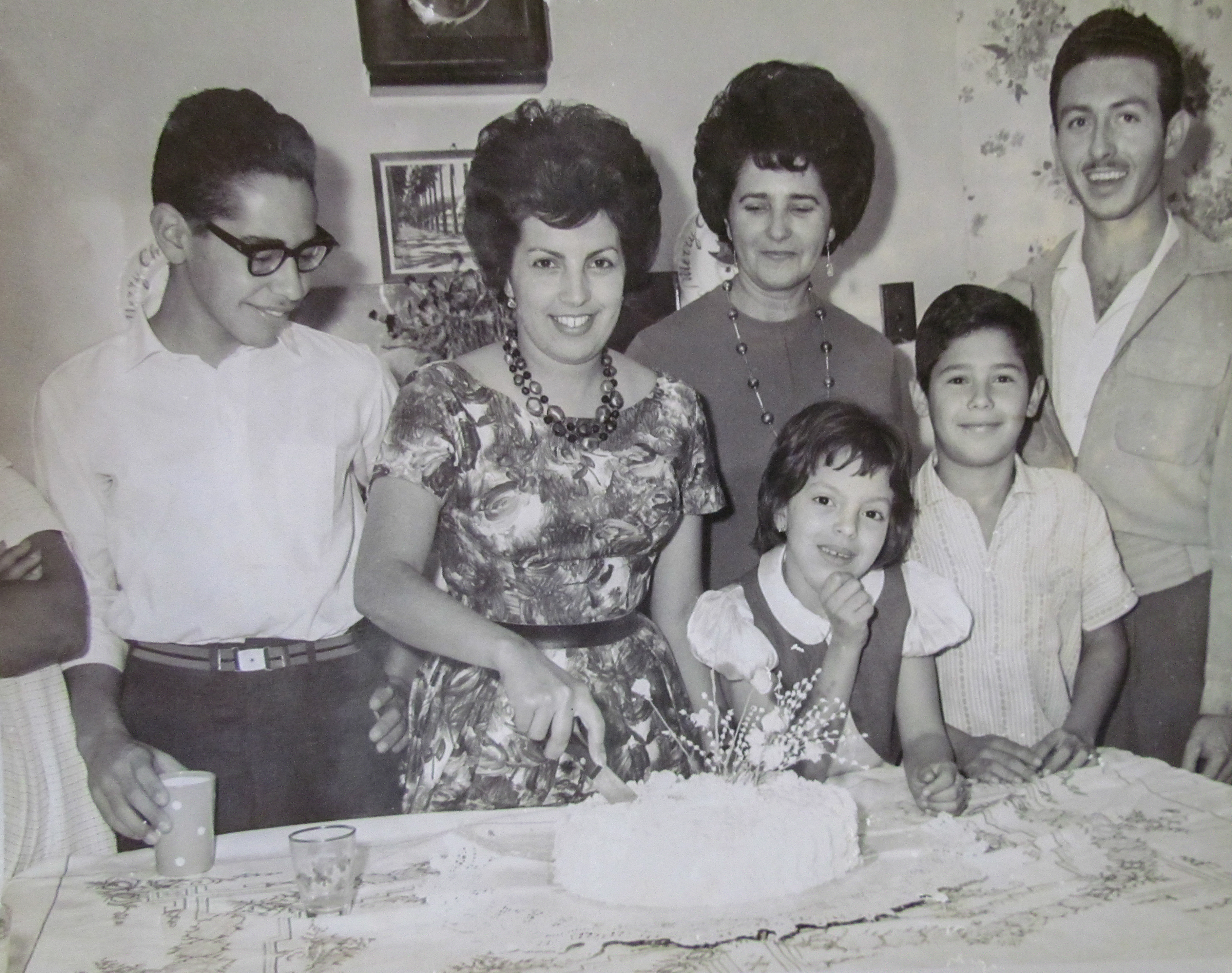
Geburtstagsfeier in einer venezolanischen Familie (1961)

Ihre eigenen Geburtstage begannen die Gläubigen erst vom 18. Jahrhundert an zu feiern. Dieser rein säkulare Brauch nahm seinen Ausgang von protestantischen bürgerlichen Familien, in denen zunächst vorzugsweise der Geburtstag des Vaters gefeiert wurde; später folgten auch die Geburtstage der Mütter, und im Laufe des 19. Jahrhunderts wurde, wie Erhard Chvojka aufgewiesen hat, schließlich auch der Kindergeburtstag zu einem Fixpunkt familialer Feierkultur. Besonders spät begann das allgemeine Geburtstagsfeiern bei den Katholiken, die im deutschsprachigen Raum in ländlichen Gegenden noch bis in die 1960er Jahre eher ihren Namenstag als den Geburtstag begingen. Anders als in der stark familienorientierten traditionellen bürgerlichen Gesellschaft sind Geburtstagsfeiern („Geburtstagspartys“) insbesondere von Kindern und jungen Menschen in der Westlichen Welt heute kaum noch Familienfeste, sondern vielfach reine Peergroupfeste, an denen die Eltern bestenfalls noch als Organisatoren und Animateure beteiligt sind. Zum Traditionsgut des Geburtstagfeierns zählt im deutschsprachigen Raum seit Mitte des 19. Jahrhunderts der Geburtstagskuchen und seit Beginn des 20. Jahrhunderts auch die Geburtstagstorte. Geburtstagskerzen sollen an Tauflichter erinnern; sie sind in der deutschsprachigen Literatur seit dem ausgehenden 19. Jahrhundert erwähnt.
Spätestens seit der Mitte des 18. Jahrhunderts wird gelegentlich auch der wiederkehrende Jahrestag der Taufe („Tauftag“) gefeiert. Eine ganz junge Entwicklung, mit der bisher nur in einzelnen katholischen Gemeinden Versuche unternommen worden sind, ist die Entstehung eines Patentages.

### Geburtstagstraditionen in anderen Religionen

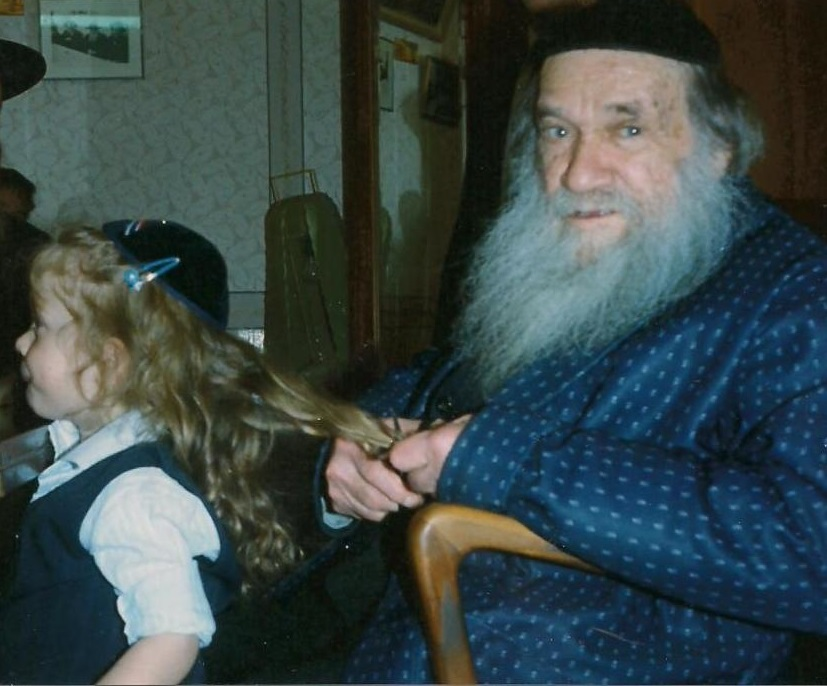
Upsherin: an das Haar eines jüdischen Mädchens wird zum ersten Mal eine Schere angelegt.

Das Judentum hat keine eigene Tradition des Geburtstagfeierns; insbesondere orthodoxe Juden lehnen diesen Brauch oft gänzlich ab. Auch der Geburtstag Moses’, der kalendarisch mit seinem Todestag zusammenfällt (Siebenter des Adar), wird nur von sehr strenggläubigen Juden geehrt, und auch dies ausschließlich durch Fasten. Jedoch sind viele bestimmte Altersstationen im Leben individueller Menschen mit speziellen Riten oder Verantwortungen verknüpft. Wenn das Kind z. B. drei Jahre alt ist – nach jüdischer Tradition wird es dann auch abgestillt –, werden ihm zum ersten Mal die Haare geschnitten (Upsherin), und im Alter von fünf Jahren beginnt es mit dem Studium der Bibel. Auch Muslime kennen traditionell keine Geburtstagsfeiern; jedem Gläubigen ist es aber selbst überlassen, ob er seinen Geburtstag feiern möchte oder nicht. Auch wird der Geburtstag des Religionsstifters, Mohammed (geboren zwischen 570 und 573), als Maulid an-Nabī nur in Teilen der muslimischen Gemeinschaft gefeiert; während dieser Tag in Indonesien z. B. Staatsfeiertag ist, werden entsprechende Feiern in Saudi-Arabien abgelehnt.
Viele Hindus folgen bei der Feier ihres Geburtstages heute westlichen Gepflogenheiten. Traditionell bedeutet der Geburtstag, der nicht nach dem gregorianischen, sondern nach dem indischen Kalender datiert wird, für Hindus jedoch eine religiöse Verpflichtung, die u. a. die Bitte um den elterlichen Segen, ein rituelles Bad (Abhyanga Snana) und bestimmte Gebete einschließt. Hindus feiern alljährlich auch den Geburtstag Krishnas (Janmashtami), für dessen Anhänger dieser Gott die Inkarnation des Höchsten ist. Buddhisten feiern den Geburtstag ihres Religionsstifters Siddhartha Gautama (Buddha); das Vesakhfest ist ihr höchster Feiertag im Jahr. Wie im Hinduismus, der dieselben Wurzeln hat wie der Buddhismus, ist für die Gläubigen auch ihr eigener Geburtstag – sofern sie ihn überhaupt beachten – in erster Linie eine religiöse Verpflichtung; er wird dann mit Meditation, Gebeten, dem Besuch eines buddhistischen Tempels und Wohltätigkeit begangen.
In China wird traditionell Konfuzius’ Geburtstag gefeiert (孔子誕辰 / 孔子诞辰, Kǒngzǐ Dànchén). Viele moderne Chinesen haben heute westliches Brauchtum übernommen, traditionell wurden die Jahrestage der Geburt jedoch nicht als Anlässe empfunden, die viel Beachtung verdienen. Noch heute wird in China oft nur der 30. Lebenstag, der 1. und der 6. Geburtstag gefeiert; eine alljährliche Geburtstagsfeier erlauben viele Chinesen sich erst vom 60. Lebensjahr an.

## Elternschaft, Verpflichtung gegenüber der Familie

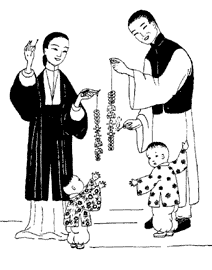
Eine chinesische Familie verbrennt am Qingming-Fest Papiergeschenke für die verstorbenen Vorfahren.

Das chinesische Qingming-Fest ist ein vor dem Hintergrund des chinesischen Totenkults zu verstehendes Totengedenkfest, an dem die Lebenden ihrer Vorfahren gedenken. Auch das Chinesische Neujahrsfest wird traditionell gefeiert, um neben den Gottheiten auch die verstorbenen Vorfahren zu ehren.
Weitere Feste, mit denen die Elternschaft gefeiert wird, sind der verbreitete Muttertag und ergänzend dazu auch der Vatertag.

## Tod
Der Tod eines geliebten Menschen führt immer zu einem großen Verlust innerhalb der Familie. Bewusst wird dieses traurige Ereignis in mehreren Phasen und rituell verarbeitet. Die christliche Krankensalbung begründet kein Familienfest, sondern ist als Sakrament eine rein religiöse Handlung.
Nach dem Ableben folgen im Christentum die Totenwache, das Begräbnis sowie eine anschließende Zehrung. In bestimmten Abständen werden die Verstorbenen schließlich mit dem Todestag geehrt, sei es nach einer Woche, einem Monat oder einem Jahr. Das gemeinsame Gedenken kann einmalig oder wiederkehrend sein.